# Loge In Vrijheid Eén
Loge In Vrijheid Eén is een vrijmetselaarsloge in Bussum opgericht in 1918, vallende onder het Grootoosten der Nederlanden.

## Geschiedenis
In een brief van 1 december 1917 wordt melding gemaakt van het erkennen van een maçonnieke kring, met de zelfde naam. In januari 1918 werd, door J. Bijpost, R. Fabriek, J.W. ter Laag, B.M. Molewater de la Rive Box, Mr J. van Schevichaven, J.W. Scholten en G.L. Toekamp Lammers, een verzoek tot stichten van een loge gedaan. Dit verzoek werd door het Grootoosten 1918 ingewilligd. De constitutiebrief was gedateerd 16 juni 1918. Op 1 maart 1964 werd door het Hoofdbestuur een verklaring met die datum afgegeven, ter vervanging van de in de Tweede Wereldoorlog verloren gegane constitutiebrief.
Vrijmetselarij · Beginselen · Geschiedenis · Symbolen · Vrijmetselaarsloge · Ordegrondwet · Obediëntie · Regulariteit en irregulariteit · Ritus · Graden · Grootmeester · Gemengde vrijmetselarij · Para-vrijmetselarij · Antivrijmetselarij · Vrijmetselarij in Nederland · Vrijmetselarij in België · Internationale vrijmetselarij
>>> Meer info op Portaal:Vrijmetselarij <<<